# Alvydas Sadeckas
Alvydas Sadeckas (* 12. Mai 1949 in Vilnius) ist ein litauischer Unternehmer, Politiker und Polizeikommissar.

## Leben
Nach dem Abitur 1966 an der 23. Mittelschule Vilnius absolvierte Alvydas Sadeckas 1971 das Diplomstudium der Wirtschaftskybernetik an der Fakultät für Wirtschaft der Universität Vilnius. Von 1970 bis 1975 arbeitete er als Mitarbeiter am Zentralkomitee von Komsomol-Bewegung in Sowjetlitauen, von 1975 bis 1991 in der Kriminalpolizei Litauens als Oberst und Polizeihauptkommissar. 1991–1992 lehrte Sadeckas an der Lietuvos policijos akademija in Vilnius. 1994 gründete er mit Petras Liubertas, ehemaligem Polizeigeneralkommissar Litauens, UAB "Ekskomisarų biuras", jetzt das zweitgrößte (nach Mitarbeiterzahl) litauische Sicherheitsunternehmen.
Von 2000 bis 2004 war Alvydas Sadeckas Mitglied des Seimas (Partei Naujoji sąjunga).

## Quelle
1. ↑  2008 m. Lietuvos Respublikos Seimo rinkimai - Naujoji sąjunga (socialliberalai) - Iškelti kandidatai (Memento vom 16. Dezember 2013 im Internet Archive)

| Personendaten    | Personendaten                              |
| ---------------- | ------------------------------------------ |
| NAME             | Sadeckas, Alvydas                          |
| KURZBESCHREIBUNG | litauischer Politiker und Polizeikommissar |
| GEBURTSDATUM     | 12. Mai 1949                               |
| GEBURTSORT       | Vilnius, Litauische SSR                    |